# Serguéi Krikaliov
Serguéi Konstantínovich Krikaliov (en ruso: Сергей Константинович Крикалёв), también transcrito como Sergei Krikalev, (27 de agosto de 1958, Leningrado, Unión Soviética), es un cosmonauta ruso e ingeniero mecánico. Es veterano de seis vuelos espaciales, y después de los cosmonautas rusos Guennadi Pádalka y Yuri Malenchenko, es el tercer ser humano que ha pasado más tiempo en el espacio.
El 16 de agosto de 2005 a la 1:44 AM EDT superó el récord de 748 días que ostentaba Serguéi Avdéyev. Hasta el momento lleva un total de 803 días, 9 horas y 39 minutos en el espacio.
El 15 de febrero de 2007, Krikaliov fue nombrado Vicepresidente de la SP Korolev Rocket y Space Corporation Energia (en ruso: Ракетно-космическая корпорация "Энергия" им С. П. Королева) a cargo de los vuelos espaciales tripulados. También es el administrador del Centro de Entrenamiento de Cosmonautas Gagarin.
Krikaliov fue llamado por muchos "el último ciudadano de la Unión Soviética", ya que entre mayo de 1991 y marzo de 1992 pasó 311 días, 20 horas y 1 minuto a bordo de la estación espacial Mir junto con el cosmonauta Aleksandr S. Vólkov que llegó en octubre de 1991 y paso 175 días con Krikaliov, hasta su regreso en marzo junto con el cosmonatua alemán Klaus-Dietrich Flade que llegó en la Soyuz TM-14 para relevarlos después de la caída de la URSS. En ese periodo la Unión Soviética se derrumbó, por lo que partió de la Tierra como ciudadano de la Unión Soviética y aterrizó como ciudadano de la Federación de Rusia.

## Educación
Krikaliov se graduó de la escuela secundaria en 1975. En 1981, obtuvo el título de ingeniería mecánica en la  Instituto de mecánica de Leningrado, que ahora se llama Universidad Técnica Estatal Báltica.

## Honores especiales
Ha sido miembro del equipo de acrobacia aérea nacional de vuelo tanto de la Unión Soviética como de la Federación de Rusia, quedando campeón de Moscú en 1983, y campeón de la Unión Soviética en 1986. Por su experiencia en vuelos espaciales, se le concedió el título de Héroe de la Unión Soviética, la Orden de Lenin, el título francés de Officier de la Legión de Honor, y el nuevo título de Héroe de la Federación de Rusia. También fue galardonado con la Medalla de Vuelos Espaciales de la NASA en 1994 y 1998.
El 23 de mayo de 2007 Serguéi Krikaliov fue nombrado ciudadano honorable de San Petersburgo.

## Experiencia

### Energía
Después de su graduación en 1981, se unió a NPO Energía, la organización rusa industrial responsable de las actividades espaciales tripuladas de vuelo. Puso a prueba el equipo de vuelo espacial, desarrollando métodos de operaciones espaciales, y participó en operaciones de control en tierra. Cuando en 1985 la Soyuz T-10-1 con destino a la estación Salyut 7 tuvo un accidente en el lanzamiento, trabajó en el equipo de la misión de rescate. Desarrolló procedimientos para el acoplamiento con la estación sin control y reparación del sistema a bordo de la estación.

### Mir
Krikaliov fue seleccionado como cosmonauta en 1985. Completó su formación básica en 1986 y por un tiempo fue asignado al programa del transbordador espacial Buran. A principios de 1988 comenzó a entrenar para su primer vuelo de larga duración a bordo de la estación espacial Mir.
Esta formación incluyó la preparación de por lo menos seis paseos espaciales (EVA), la instalación de un nuevo módulo, la primera prueba de la nueva Unidad de maniobra tripulada (MMU), y la segunda misión científica conjunta soviético-francesa. Krikaliov fue lanzado el 26 de noviembre de 1988 a bordo de la Soyuz TM-7 como ingeniero de vuelo, junto a sus compañeros de tripulación, el Comandante Aleksandr Vólkov, y el astronauta francés Jean-Loup Chrétien. La tripulación anterior, formada por (Vladímir Titov, Musá Manárov y Valeri Polyakov), se mantuvo en la Mir durante otros 25 días. Este hecho marca el periodo más largo de una tripulación de seis personas en órbita. Después de que la tripulación anterior regresó a la Tierra, Krikaliov, Polyakov y Vólkov siguieron llevando a cabo experimentos a bordo de la estación Mir. Debido a que la llegada de la siguiente tripulación se había retrasado, prepararon la Mir para su funcionamiento automático antes de regresar a la Tierra el 27 de abril de 1989.
En abril de 1990 Krikaliov empezó a prepararse para su segundo vuelo como miembro de la tripulación de reserva para la octava misión de larga duración de la Mir, que también incluía cinco EVA.
En diciembre de 1990, Krikaliov comenzó a entrenar para la novena misión de la Mir, que incluía la preparación de diez EVAs. Fue lanzado el 19 de mayo de 1991 a bordo de la Soyuz TM-12, con Krikaliov como ingeniero de vuelo, el Comandante Anatoly Artsebarsky, y la astronauta británica Helen Sharman. Sharman regresó a la Tierra con la tripulación siguiente después de una semana, mientras que Krikaliov y Artsebarsky permanecieron en la Mir. Durante el verano, llevaron a cabo seis EVAs para realizar varios experimentos y algunas tareas de mantenimiento de la estación.
En julio de 1991, Krikaliov accedió a quedarse en la MIR como ingeniero de vuelo para la tripulación siguiente, programada para llegar en octubre, porque los dos  vuelos siguientes previstos se habían reducido a uno. Después de la sustitución de la tripulación en octubre, Vólkov y Krikaliov continuaron las operaciones de la Mir realizando otro experimento y otra EVA, antes de regresar a la Tierra el 25 de marzo de 1992, habiendo estado en el espacio cuando la Unión Soviética se disolvió el 26 de diciembre de 1991.

### Transbordador Espacial Shuttle

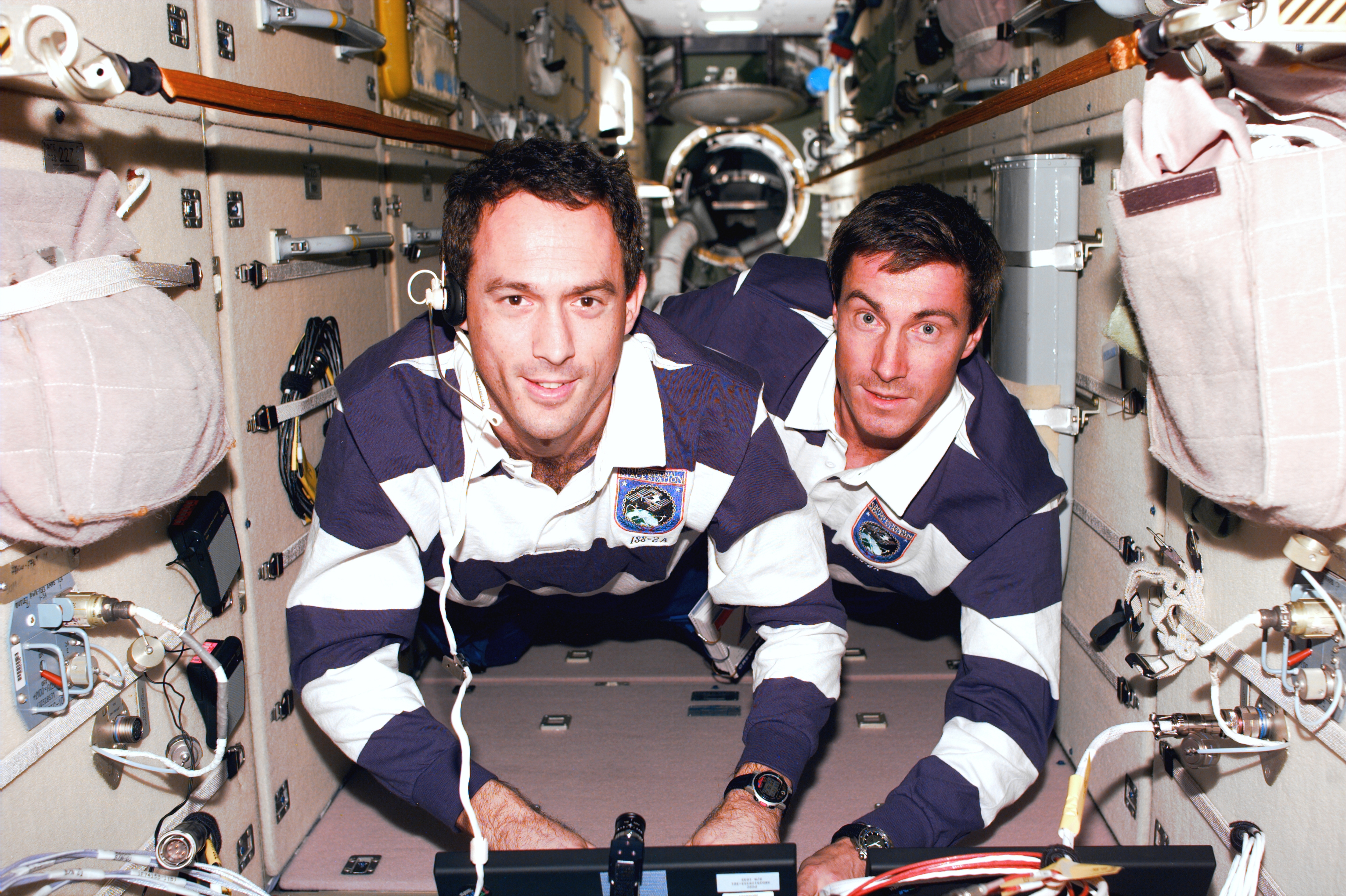
Serguéi Krikaliov y Robert Cabana entrando juntos por primera vez en la ISS.

En octubre de 1992, la NASA anunció que un cosmonauta experimentado volaría a bordo del siguiente viaje del Transbordador espacial. Krikaliov fue uno de los dos candidatos nombrados por la Agencia Espacial Rusa para el entrenamiento como tripulación de la misión STS-60. En abril de 1993, fue asignado como especialista de misión. En septiembre de 1993, Vladímir Titov fue seleccionado para volar en la misión STS-63 y Krikaliov como tripulante reserva.
Krikaliov voló en la misión STS-60, la primera misión espacial conjunta EE. UU./Rusia en el Shuttle. Lanzada el 3 de febrero de 1994, la misión STS-60 fue el segundo vuelo para probar el Módulo comercial Habspace. Durante el vuelo de ocho días, la tripulación del Discovery llevó a cabo una amplia variedad de experimentos científicos, observación de la Tierra, y experimentos de soporte vital. Krikaliov llevó a cabo una parte significativa del Sistema Manipulador Remoto (RMS). Después de 130 órbitas de la Tierra, la misión STS-60 aterrizó en el Centro Espacial Kennedy, Florida, el 11 de febrero de 1994. Con la finalización de este vuelo, Krikaliov registró un período adicional de ocho días, siete horas, nueve minutos en el espacio.
Krikaliov y el astronauta Robert Cabana se convirtieron en las primeras personas en entrar en la ISS en diciembre de 1998, cuando encendieron las luces en el módulo de conexión estadounidense Unity. Esto ocurrió durante la misión STS-88 del Endeavour. Durante esta misión de 12 días el módulo Unity fue acoplado con el módulo  Zaryá. Dos miembros de la tripulación realizaron tres caminatas espaciales (EVA) para conectar cordones umbilicales y adjuntar herramientas / hardware para su uso en futuras EVAs. La tripulación también desplegó dos satélites, el SAT 1 y el Satélite Argentino de Aplicación Científica SAC-A. La misión realizó 185 órbitas de la Tierra en 283 horas y 18 minutos.

### Estación Espacial Internacional
Krikaliov fue miembro de la tripulación de la Expedición 1. Se puso en marcha 31 de octubre de 2000, en un cohete Soyuz lanzado desde el cosmódromo de Baikonur en Kazajistán, concluyendo con éxito el acoplamiento con la estación el 2 de noviembre de 2000. Durante su estancia en la estación, prepararon el interior de la estación orbital para futuras tripulaciones. También vieron crecer la estación de tamaño con la instalación de la estructura de paneles solares americanos y el módulo laboratorio Destiny.
Krikaliov también fue el comandante de la Expedición 11. Vivió y trabajó a bordo de la Estación Espacial Internacional en una estancia de seis meses. Esta fue la tercera vez que había volado a la Estación Espacial Internacional. La Expedición 11 fue lanzada desde el cosmódromo de Baikonur, en Kazajistán el 14 de abril de 2005 a bordo de una nave Soyuz y se acopló a la ISS el 16 de abril de 2005. Después de 8 días de operaciones conjuntas se sustituyó a la tripulación de la Expedición 10, que regresó a la Tierra a bordo de otra Soyuz.

## Misiones
- Misión Soyuz TM-7 a la estación espacial Mir: Lanzada el 26 de noviembre de 1988.
- Misión Soyuz TM-12/Soyuz TM-13 a la estación espacial Mir: Lanzada el 19 de mayo de 1991.
- Misión STS-60 del Transbordador espacial Discovery: Lanzada el 3 de febrero de 1994.
- Misión STS-88 del Transbordador espacial Endeavour a la ISS: Lanzada el 4 de diciembre de 1998.
- Expedición 1 a la Estación Espacial Internacional (ISS) a bordo de la Soyuz TM-31: Lanzada el 31 de octubre de 2000.
- Expedición 11 a la Estación Espacial Internacional (ISS) a bordo de la Soyuz TMA-6: Lanzada el 14 de abril de 2005.

## En la cultura popular
- Sergio & Serguéi (2017), película cubana dirigida por Ernesto Daranas. El papel de Serguéi es interpretado por Héctor Noas.
- DOM la experiencia de Sergei en el espació inspiró la novela de Adrián Desiderato publicada por Pez de Plata. https://www.rtpa.es/noticias-sociedad:La-novela-de-ciencia-ficcion-'DOM'-ya-esta-en-las-librerias_111613820392.html